# Igor Yurganov
Igor Sergeyevich Yurganov (tiếng Nga: Игорь Серге́евич Юрганов; sinh ngày 10 tháng 12 năm 1993) là một cầu thủ bóng đá người Nga. Anh thi đấu cho F.K. Dynamo Sankt Peterburg.

## Sự nghiệp câu lạc bộ
Anh có màn ra mắt tại Russian Second Division for  FC Metallurg-Kuzbass Novokuznetsk vào ngày 12 tháng 5 năm 2012 trong trận đấu với FC Irtysh Omsk.